# ماثيو روبنسون ماركس
ماثيو روبنسون ماركس (بالإنجليزية: Matthew Robinson Marks)‏ هو سياسي أمريكي، ولد في 29 أكتوبر 1834، وتوفي في أغسطس 1911. حزبياً، نشط في الحزب الديمقراطي.